# کشتی آموزشی برومر
کشتی آموزشی برمر (به انگلیسی: German training ship Brummer) یک زیردریایی است که طول آن ۱۱۲٫۹ متر (۳۷۰ فوت ۴٫۸۸ اینچ) می‌باشد. این زیردریایی در سال ۱۹۳۵ ساخته شد.